# Chao (actor)
Juan Carlos Nieto Chao, (Madrid; 18 de noviembre de 1965), más conocido como Chao es un cantautor, actor y bailarín naturalizado   mexicano nacido en España.

## Carrera
Nació en Madrid, España el 18 de noviembre de 1965. Llegó a México en 1987 donde comenzaría una carrera como cantautor lanzando cinco discos y como actor de telenovelas.
Como actor, ha participado en la empresa Televisa principalmente, a la cual se integró en 1988 y donde también inició su carrera musical. Ha participado en telenovelas como La mujer del Vendaval, Por ella soy Eva, Amor descarado y Yo amo a Juan Querendón. Su esposa se llama Bel con la que tiene un hijo. En 2014, Chao se cambió a la televisora TV Azteca en la cual participó en el reality show Soy tu doble y en un episodio de la serie de televisión Lo que callamos las mujeres. A finales de 2015, Chao regresó a la cadena Televisa, en donde recientemente ha participado en las telenovelas Las amazonas, El bienamado, Tenías que ser tu (2018) y Sin miedo a la verdad (2019).

## Discografía
- Amor sin límite (1988)
- Cruzando el tiempo (1989)
- En Madrid (1990)
- Historias defectuosas (1991)
- Cómo nuevo (1996)

## Filmografía

### Telenovelas
- Sin miedo a la verdad (2019) - Exgobernador Corona
- Tenías que ser tú (2018) - Investigador Grajales
- El bienamado (2017) - Binicio
- La mujer del Vendaval (2012-2013) - Néstor
- Por ella soy Eva (2012) - Ignacio Nacho Betancourt
- Pasión (2007-2008) - Enrique Reyes
- Yo amo a Juan Querendón (2007)
- Gitanas (2004) - Branco
- Amor descarado (2003-2004) - Inspector Pérez Peña
- Secreto de amor (2001-2002) - Ramiro
- Siempre te amaré (2000) - Julio Granados
- Amor gitano (1999)
- Marisol (1996) - Óscar
- Tenías que ser tú (1992-1993) - Gorka Sarachaga

### Series
- La rosa de Guadalupe (2009-2023) - (Varios episodios)
- Lo que callamos las mujeres (2014) (1 episodio)
- Como dice el dicho (2011-2012) - Rubén / Rolando (2 episodios)

### Realitys
- La estrellas bailan en Hoy (2022) - Participante[3]  (Televisa)
- Soy tu doble (2014) - Participante (TV Azteca)

### Películas
- Morelos (2012) - Capitán Bonavia
- El Ganador (1992)